# Jan IV van Nassau

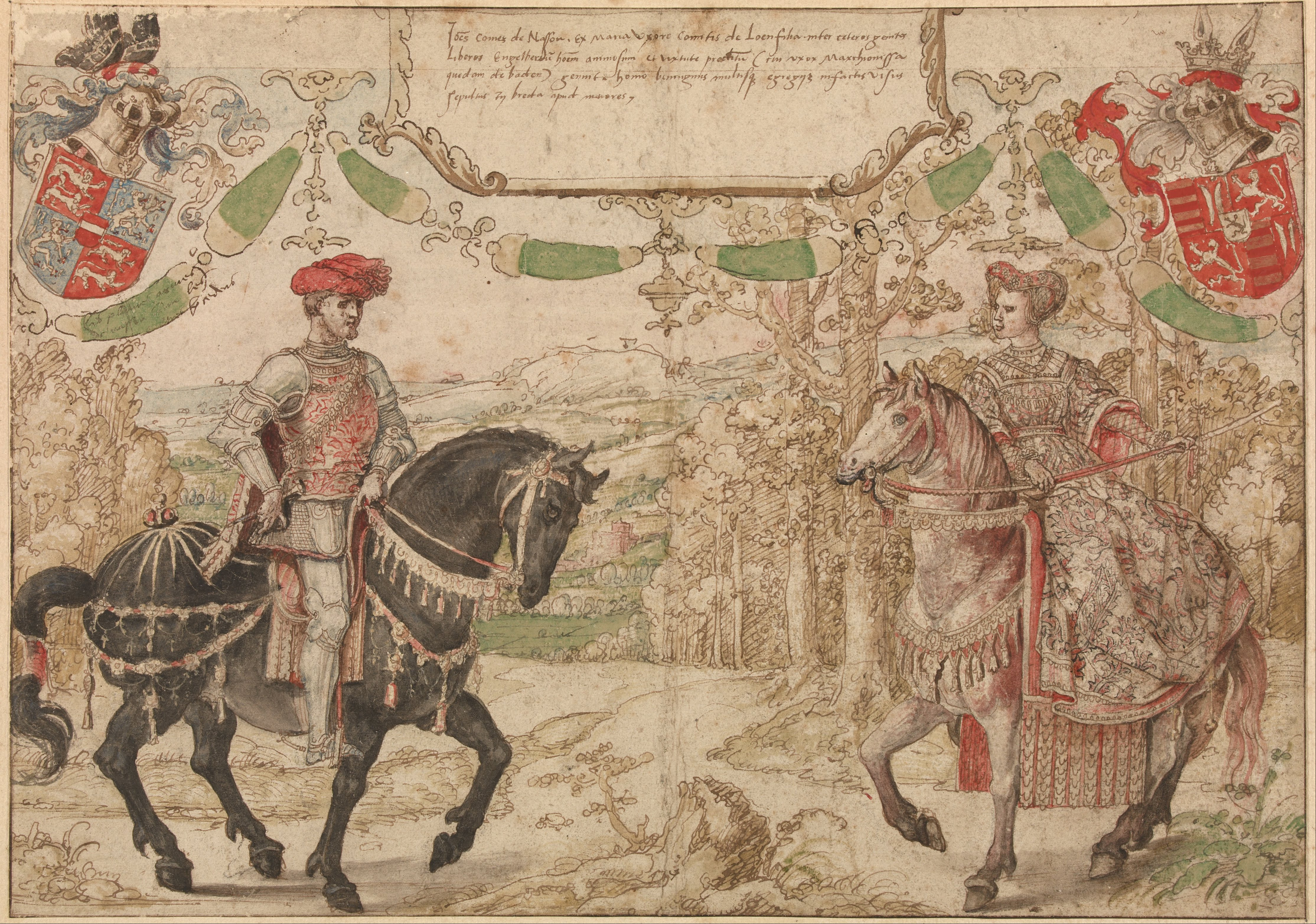
Jan IV van Nassau met zijn echtgenote Maria van Loon-Heinsberg door Bernard van Orley, ca 1528-1530

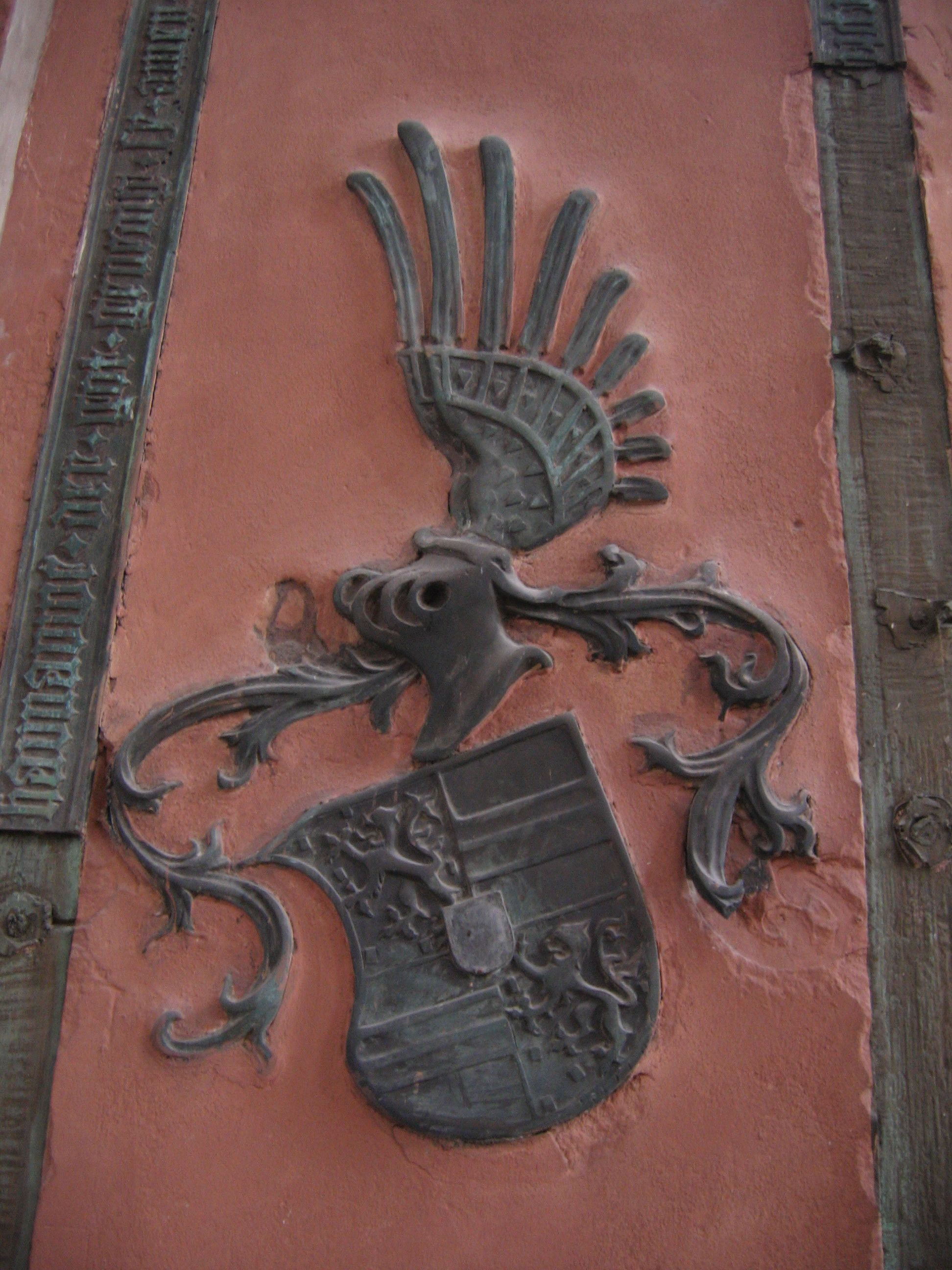
Wapen van Johann IV van de grafsteen van zijn dochter Adriana in de 'Marienkirche' in Hanau

Jan (Johan) IV van Nassau-Dillenburg, meestal genoemd Jan IV van Nassau (1 augustus 1410 - Dillenburg, 3 februari 1475), heer van Breda, was de zoon van Engelbrecht I van Nassau-Siegen en Johanna van Polanen. Beiden stelden hun leven in dienst van de hertogelijke macht in Brussel, Engelbrecht I onder de Brabantse en Jan IV onder de Bourgondische hertog.

## Titels
- graaf van Nassau
- graaf van Vianden
- graaf van (half-) Diez
- heer van Breda van 1442-1475 en de Lek (1442-1475)
- heer van Gageldonck en Hambroeck (1458), een achterleen van het Huis van Breda
- drossaard van Brabant en Heusden
- maarschalk van Westfalen

## Biografie
Jan IV noemde zich Graaf van Nassau, Vianden en Dietz. In 1451 erfde hij van zijn broer Hendrik II van Nassau-Dillenburg de Duitse gebieden van het huis Nassau-Dillenburg, waardoor alle Nassause bezittingen uit de Ottoonse linie, met uitzondering van Nassau-Beilstein, weer in handen van één persoon kwamen.
Jan IV speelde een rol in het hertogdom Brabant, waar Filips de Goede, hertog van Bourgondië sinds 1430 hertog was. De graaf was militair zowel onder Filips de Goede als onder Karel de Stoute. Hij werd benoemd tot drossaard van Brabant, wat hij tot zijn dood bleef.
In 1445 begeleidde hij hertog Filips bij diens aanval op het graafschap Holland. Jan was als maarschalk van Hertogdom Westfalen stadhouder van de aartsbisschop van Keulen in diens hertogdom Westfalen. De graaf breidde het kasteel van Breda uit met torens en stichtte een grote bibliotheek.
Graaf Jan is gestorven in Dillenburg. Zijn lichaam ligt begraven in het Praalgraf van Engelbrecht I van Nassau in de Grote Kerk aan de Grote Markt te Breda, zijn hart is begraven in Dillenburg.

## Huwelijk
Op 7 februari 1440 huwde hij met gravin Maria van Loon-Heinsberg (1424-1502), een telg uit een vooraanstaande adellijke familie, die afstamde van de graven van Loon. Zij was een zuster van Jan van Heinsberg, de prins-bisschop van Luik. Haar vader was Johan I van Loon-Heinsberg, heer van Heinsberg en Blankenberg (1360-1438) die getrouwd was met Margaretha van Gennep (-1419).
Door zijn huwelijk met Maria van Loon kwamen Diest, Zichem, Lummen, Millen, Gangelt, Waldfeucht en Stein aan de Maas in zijn bezit.
Uit het huwelijk tussen Jan IV en Maria van Loon-Heinsberg zijn zes kinderen geboren:
- Anna van Nassau-Dillenburg
- Johanna van Nassau-Dillenburg (1444-1468)
- Odillia van Nassau-Dillenburg
- Adriana van Nassau-Dillenburg (1449-1477)
- Engelbrecht II van Nassau (1451-1504)
- Jan V van Nassau-Dillenburg (1455-1516)

## Bastaardkinderen
Jan IV had bastaardkinderen. 

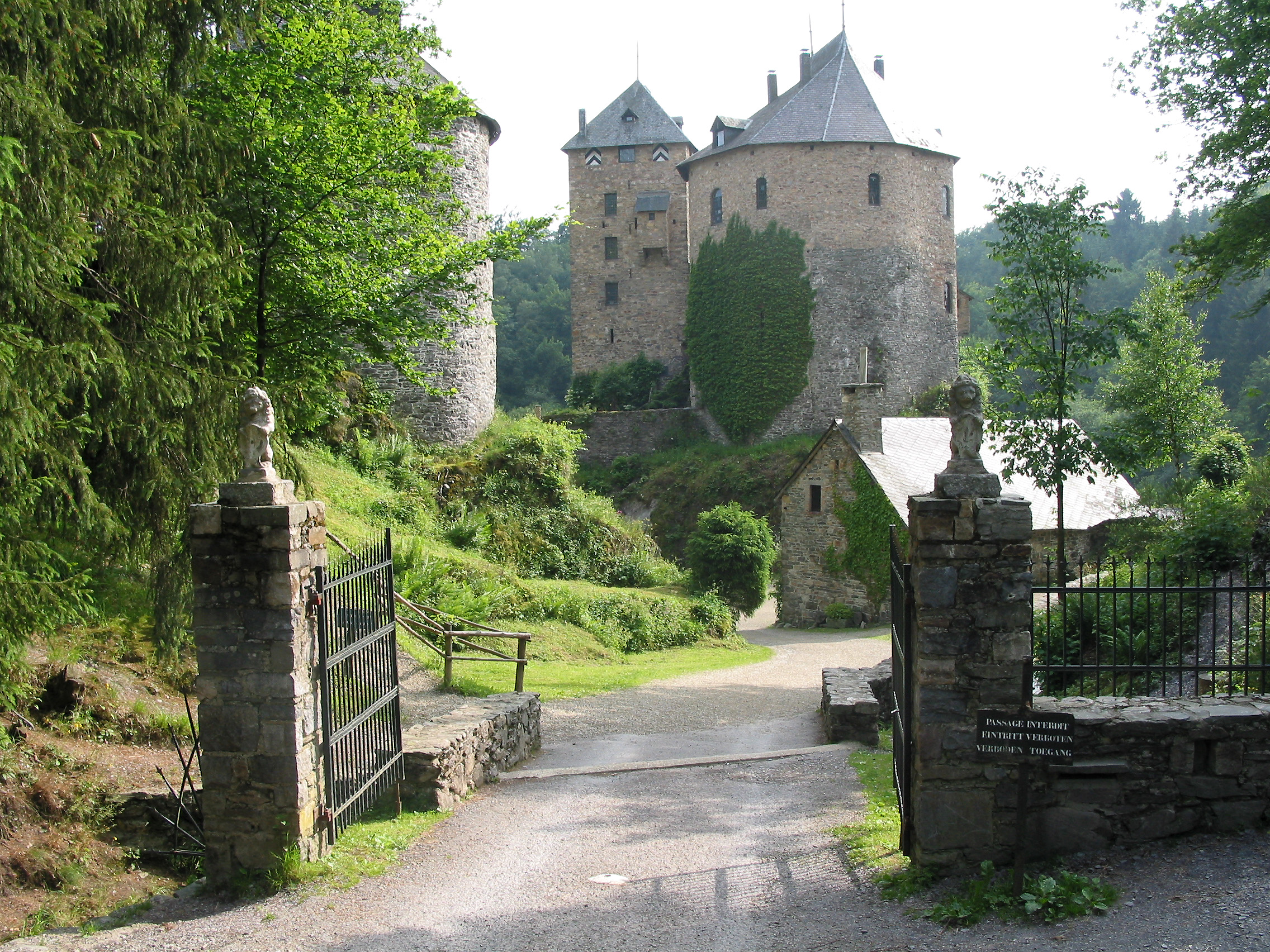
Burcht Reinhardstein

- Jan de Bastaard van Nassau (?-1506), heer van Corroy en Frasne, kastelein en drossaard van Heusden. Hij huwde Adriana van Haastrecht (?-1512) te Loon op Zand, dochter van Pauwel van Arckel van Haestrecht, heer van Drunen, Loon, en Katharina van Naaldwijck.

Deze Jan de Bastaard was in de Bredase Nieuwstraat de bewoner van het huis Assendelft. Het grafmonument voor hem bevindt zich in de Hubertuskapel in de Grote Kerk van Breda.
- Adriaan van Nassau zu Reinhardstein, ridder en heer van Bütgenbach.